# میگل یدیگوراس فوئنتس
میگل یدیگوراس فوئنتس (انگلیسی: Miguel Ydígoras Fuentes; زاده ۱۷ اکتبر ۱۸۹۵ – درگذشته ۲۷ اکتبر ۱۹۸۲) سیاستمدار اهل گواتمالا بود. وی از ۲ مارس ۱۹۵۸ تا ۳۱ مارس ۱۹۶۳ رئیس‌جمهور این کشور بود.
میگل یدیگوراس فوئنتس در ۲۷ اکتبر ۱۹۸۲، در سن ۸۷ سالگی درگذشت.